# مايكل وليامز (لاعب كرة قدم أمريكية أمريكي)
ميخائيل وليامز (بالإنجليزية: Michael Williams)‏ هو لاعب كرة قدم أمريكية أمريكي، ولد في 16 يوليو 1961 في أتمور في الولايات المتحدة.

## وصلات خارجية
- مايكل وليامز على موقع مرجع كرة القدم المحترفة.كوم (الإنجليزية)
- مايكل وليامز على موقع JustSportsStats.com (الإنجليزية)